# Suche (Laliki)
Suche – część wsi Laliki w Polsce, położona w województwie śląskim, w powiecie żywieckim, w gminie Milówka.
W latach 1975–1998 Suche administracyjnie należało do województwa bielskiego.
Nieopodal niego znajduje się Szklanówka.